# Saxifraga porophylla
Saxifraga porophylla är en stenbräckeväxtart som beskrevs av Antonio Bertoloni. Saxifraga porophylla ingår i Bräckesläktet som ingår i familjen stenbräckeväxter. Inga underarter finns listade i Catalogue of Life.

## Bildgalleri

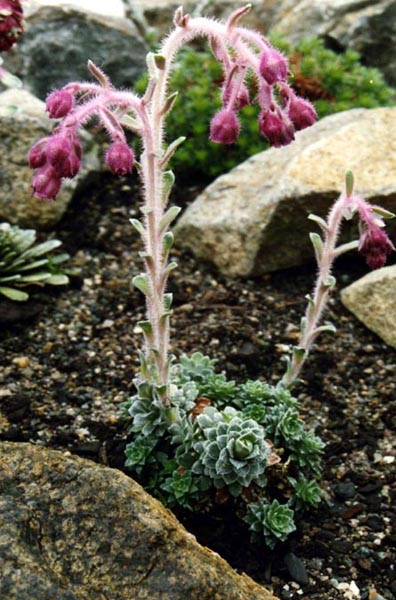
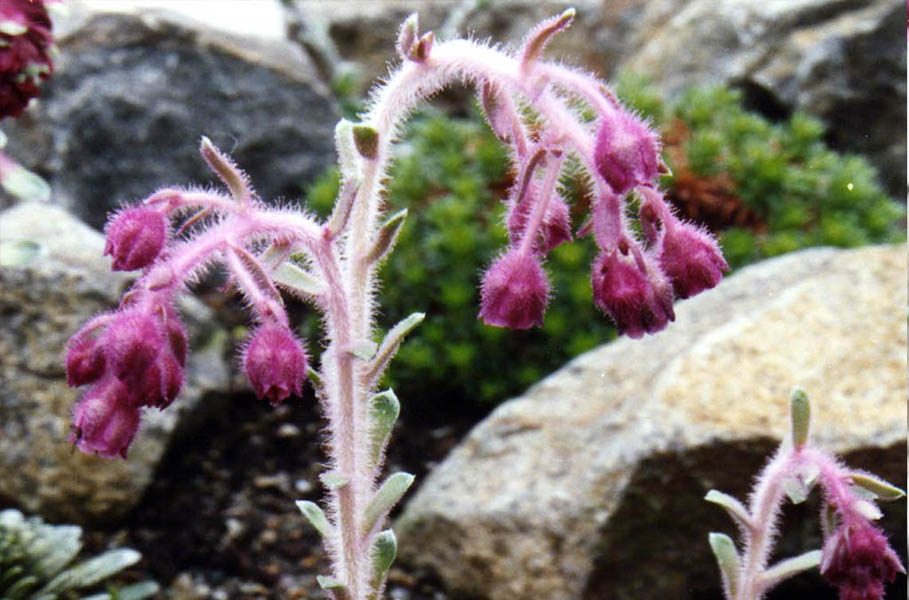